# Koïgorodok
Koïgorodok (russe : Койгородок, komi : Койгорт, Koigort) est un village et le centre administratif du raïon de Koïgorodok de la république des Komis en Russie.

## Géographie
Koïgorodok est situé sur la rive droite de la rivière Sysola, à 192 kilomètres au sud de Syktyvkar la capitale de la république.
Koïgorodok est relié par la route à Syktyvkar.
Le pont sur la rivière Syssola a été construit en 1988.
Les services du village comprennent une école secondaire moderne, un centre sportif, un hôpital et une maison de la culture.

## Histoire
Le village de Koïgorodok est mentionné pour la première fois en 1586.
Son nom est basé sur le nom de la rivière Koï et le mot Gort signifiant village en  Komi.
Au XVIIe siècle, le village devint un volost et en 1949 le centre du raïon de Koïgorodok.
En 1989, 72 % des habitants étaient komis et 21 % étaient russes.
Koïgorodok abrite le musée régional des traditions locales.

## Démographie
La population de Koïgorodok a évolué comme suit:
| 1959  | 1970  | 1979  | 1989  | 2002  |
| ----- | ----- | ----- | ----- | ----- |
| 1 759 | 2 230 | 3 068 | 2 923 | 3 076 |

| 2010  | 2021  | - | - | - |
| ----- | ----- | - | - | - |
| 2 940 | 2 997 | - | - | - |